# 誰がために鐘は鳴る (高橋優の曲)
「誰がために鐘は鳴る」（たがためにかねはなる）は、高橋優の4枚目のシングル。 2011年6月29日にワーナーミュージックジャパンから発売された。

## 概要
前作「福笑い/現実という名の怪物と戦う者たち」から約4か月ぶりにリリースされた、2011年第2弾シングル。
高橋優初のトリプルタイアップシングル。初回限定版には特典として2011年秋のアンコールライブの先行予約案内、さらに1stアルバムの特典に収録されたNY路上ライブで最初に唄った未発表曲、この声~STREET LIVE at NEW YORK 2011.2.26~（ライブ音源）がボーナストラックとして収録されている。

## 収録曲
（全作詞・作曲：高橋優、編曲：浅田信一）
1. 誰がために鐘は鳴る
NHKドラマ10「下流の宴」主題歌
2. 花のように
首都医校・大阪医専・名古屋医専CMソング
3. 牛乳（Bonus track1） （高橋乳名義）[1]。
TBS超早朝こども番組｢ミルクチャポン｣エンディングテーマ

### 初回限定版
1. この声〜STREET LIVE at NEW YORK 2011.2.26〜（Bonus track2）
2011年2月26日に行われたNY路上ライブの未発表曲のライブ音源

## 収録アルバム
- この声(#1)
- 高橋優 BEST 2009-2015 『笑う約束』(#1,#2)